# Monaster Horaița
Monaster Horaița (rum: Mănăstirea Horaița) – rumuński klasztor prawosławny położony w miejscowości Crăcăoani, w okręgu Neamț, w Rumunii. Klasztor znajduje się niedaleko Piatra Neamț, w okolicach Obszaru Chronionego Krajobrazu Vânători-Neamț.
Klasztor jest wpisany na listę obiektów zabytkowych pod numerem NT-II-a-B-10643.